# Beringin Makmur I
Beringin Makmur I is een bestuurslaag in het regentschap Musi Rawas van de provincie Zuid-Sumatra, Indonesië. Beringin Makmur I telt 2668 inwoners (volkstelling 2010).